# Lafarre, Haute-Loire
Lafarre là một xã thuộc tỉnh Haute-Loire nam trung bộ nước Pháp. Xã Lafarre, Haute-Loire nằm ở khu vực có độ cao trung bình 962 mét trên mực nước biển.